# Rhodographa
Rhodographa este un gen de insecte lepidoptere din familia Arctiidae.

Cladograma conform Catalogue of Life:
| Rhodographa | \| \| Rhodographa phaeophaga \| \| \| \| \| \| Rhodographa phaeoplaga \| \| \| \| |
|             | \| \| Rhodographa phaeophaga \| \| \| \| \| \| Rhodographa phaeoplaga \| \| \| \| |
|             | Rhodographa phaeophaga                                                            |
|             |                                                                                   |
|             | Rhodographa phaeoplaga                                                            |
|             |                                                                                   |